# Mordella deserta
Mordella deserta là một loài bọ cánh cứng trong họ Mordellidae. Loài này được Casey miêu tả khoa học năm 1885.